# Клак Олексій Петрович
Олексій Петрович Клак (нар. 27 березня 1996, Кременець, Тернопільська область, Україна) — український футболіст, півзахисник.

## Життєпис

### Клубна кар'єра
Вихованець ДЮСШ міста Кременець, впродовж 2009—2013 років виступав у ДЮФЛ за РВУФК Київ та донецький «Металург».
Впродовж 2012—2015 років виступав у донецькому «Металурзі» за команду дублерів. У складі якої провів 8 матчів і відзначився 2 голами. А також виступав і в складі «Металурга» до 19 років, де провів 37 матчів і відзначився 10 голами. Але до основного складу команди так і не потрапив.
Після чого перейшов в аналогічну структуру кам'янської «Сталі», де за команду дублерів провів 34 матчі і відзначився 6 голами. Впродовж цих років виступав під керівництвом таких тренерів, як Сергій Шищенко та Олександр Зотов.
1 березня 2017 року підписав контракт з чернівецькою «Буковиною». Дебютував у першій українській лізі 19 березня того ж року в матчі проти краматорського «Авангарду». По завершенню сезону за обопільною згодою сторін припинив співпрацю з чернівецьким клубом та підписав контракт із польським клубом «Легіоновія».
У грудні того ж року змінив польську команду на луцьку «Волинь», а у липні 2018 року став гравцем київської команди: «Оболонь-Бровар». 22 серпня того ж року в матчі проти харківського «Металісту 1925», вперше зіграв в кубку України. В зимове міжсезоння покинув «столичну» команду.

### Кар'єра в збірній
Впродовж 3 років виступав за різні юнацькі збірні. Де в цілому провів 15 матчів. За юнацьку збірну України до 17 років Олексій грав у відбіркових матчах до чемпіонату Європи 2013 року.